# Hubertus Troska
Hubertus Troska (* 25. März 1960 in Bilbao, Spanien) ist ein deutscher Manager und seit 2012 Mitglied des Vorstands der  Mercedes-Benz Group AG.

## Leben
Troska ging zuerst in Osnabrück und dann in Mexiko-Stadt zur Schule, bevor er sein Abitur am deutschen Colegio Alemán Alexander von Humboldt in Mexiko-Stadt absolvierte. 1978 begann er Studiengänge der Volkswirtschaftslehre, Hispanistik, und Anglistik an der Universität Gießen, wo er 1983 als Diplom-Anglist abschloss. Nach einem darauffolgenden einjährigen Vertiefungsstudium in Betriebswirtschaftslehre begann Troska 1984 in der Bauindustrie zu arbeiten.
1988 trat er zum ersten Mal als Manager für Vertriebsorganisation Ausland und Vertriebsgesellschaften Übersee in die damalige Daimler-Benz AG ein. Es folgten mehrere leitende Positionen, unter anderem als Mitglied der Geschäftsführung in den Mercedes-Benz Sparten Türkei oder Mexiko und Leiter des Produktmarketings im Vertrieb. 2003 wurde er Geschäftsführer von Mercedes-AMG, der High-Performance-Marke von Mercedes-Benz und einer 100-prozentigen Tochtergesellschaft der Daimler AG. Ab 2005 war er Leiter des Geschäftsbereichs Mercedes-Benz-LKW Europa/Lateinamerika innerhalb der Konzernsparte Nutzfahrzeuge.
Am 13. Dezember 2012 wurde Troska Vorstandsmitglied der Daimler AG und in dieser Position verantwortlich für die China-Aktivitäten des Konzerns. Er besetzte damit eine neue Stelle, die es bis dahin noch nicht gab.